# 跑路
跑路源自於台灣語走路（台羅：tsáu-lōo；粵語稱之為走佬、趯佬或着草），泛指因躲債或躲避仇家，而連夜潛逃的逃亡行為。但由於債主、仇家或黑道常經由戶籍相關資料追查跑路者的下落，跑路者可能會採取拋棄一切身份、與親友斷絕聯絡等對策。

## 中國大陸的用法
約在2020年開始，中國大陸網路上也出現了很多「跑路」的用法，由於台灣和中國大陸兩地流行詞的時間差，中國大陸地區可能是受到台灣的影響。台灣的用法裡，跑路是結合了離開跟躲藏的意思，而中國大陸有離開的意思但未必一定伴隨躲起來的意思，這是兩地使用意思的主要不同，比如中國大陸的流行詞「提桶跑路」就是員工主動或被動離職但並沒有強調躲起來的意思。

## 夜逃屋
日本稱跑路為「夜逃」（夜逃げ），當地有專門協助人們快速搬家的行業「夜逃屋」（夜逃げ屋）。但為避免行蹤曝光，搬家不一定會在晚上進行，而是由夜逃屋的工作人員先進行勘查後決定適合的搬家時間。若搬家時間過長，也會有被發現的危險，因此通常不到2小時就可將貴重財物打包上車，但收費較一般搬家公司貴上數倍。

## 相關作品
- 夜逃屋本舖（日语：夜逃げ屋本舗）

## 相關
- 失蹤者
- 破產
- 倒債
- 卡奴
- 棄保潛逃